# Laird Plateau
Laird Plateau är en platå i Antarktis. Den ligger i Östantarktis. Australien gör anspråk på området.